# Uwe Muegge
Uwe Muegge (Stuttgart, 1960) és un terminòleg i educador en el camp de la traducció. Ha desenvolupat diversos llenguatges controlats, un nombre d'eines i processos per a l'extracció automàtica de terminologia i creació de diccionaris. És pioner en l'àmbit d'implementació d'eines automatitzades per a escriure documents originals en un ambient controlat, utilitzant eines de traducció mecanitzada i la comprovació automàtica de destinació dels documents.

## Biografia
Muegge va néixer a Stuttgart, i es va graduar en Llengua Anglesa, Lingüística, Estudis Americans i Ciències Polítiques a la Universiat Eberhard Karls de Tübingen. Va obtenir un Mestratge de grau acadèmic en Telecomunicacions i Cinema a la Universitat d'Oregon i un Mestratge en Traducció Alemanya a l'Institut d'Estudis Internacionals de Monterey. Muegge també ha realitzat estudis de doctorat en lingüística aplicada a la Universitat de Leipzig.
Està casat amb Christine Muegge, una educadora en obstetrícia i autora publicada, amb qui té tres filles.

## Contribucions
Muegge ha desenvolupat una sèrie de processos i eines per millorar la productivitat i la qualitat dels diversos passos en el flux de treball d'escriure una traducció:

### Treball de terminologia
Uwe Muegge ha desenvolupat una sèrie de solucions d'extracció automàtica de terminologia. Una d'aquestes solucions va ser avaluada per la Cancelleria Federal Suïssa.

### Llenguatge controlat
Muegge ha desenvolupat un conjunt de normes de llenguatge controlat optimitzat per a una traducció uniforme, un llenguatge controlat que va dissenyar per a l'escriptura de documents que són apropiats per a la traducció amb sistemes de traducció automàtica.

### Traducció automàtica
Muegge va dissenyar un procés per a la integració de qualsevol eina de traducció automàtica en eines de memòries de traducció compatibles amb TMX.

### Traducció
Muegge és membre de l'Associació Alemanya de Comunicadors Tècnics (tekom), que va desenvolupar l'eina de garantia de qualitat de la traducció anomenada QualiAssistent.

## Honors
- Membre de la delegació dels Estats Units a l'Organització Internacional per a l'Estandardització (ISO).
- Membre de la llista de Marquis Who's Who in America.